# 梨木まい
梨木 まい（なしき まい、1992年12月23日 - ）は、日本の女優、タレント。
東京都出身、血液型はB型。アーブル所属。身長：164cm。スリーサイズ：B=80cm,W=60cm,H=82cm。シューズ：S=23cm。

## 来歴
- 2013年、『Japan's Next Beauty』（FOXチャンネル）にレギュラー出演した際、MCの藤原紀香らの意見により番組内で髪型をロングヘアからショートヘアにばっさり切った。
- 2014年、『Nのために』（TBS）で、榮倉奈々の友人・友子役で連続ドラマ初出演。

## 人物
- 特技はヨット、サッカー。『タイムスクープハンター』シーズン6（NHK）に出演した際、サッカー選手の役を演じた。
- 趣味はお囃子、映画鑑賞。

## 出演

### 映画
- 思春期ごっこ（2014年8月23日公開） - カオル 役
- ほんとうにあった怖い話 第三十一夜―生霊―（2015年8月22日公開） - ヒロイン・梶原沙紀 役
- 短編映画「チェンジ」（2016年公開） - 主演・茄子子 役
- SCOOP!（2016年10月1日公開） - 椎堂遥 役
- たゆたう（2017年7月1日公開） - 秋山 役
- キスできる餃子（2018年公開）

### テレビドラマ
- タイムスクープハンターシーズン6 第7話（2014年5月24日、NHK） - 上村トシ 役
- Nのために（2014年10月-12月、TBS） - 磯野友子 役
- JKは雪女（2015年9月-10月、毎日放送） - 赤岩一恵 役[2]
- 危篤スルー 第3話（2015年11月26日、日本テレビ） - 記者・古賀
- 山本周五郎人情時代劇 第8話「あだこ」（2016年1月12日、BSジャパン） - 金森みすず 役
- 紺田照の合法レシピ 第3話（2018年3月6日、Amazonプライム・ビデオ）
- やれたかも委員会 告白編（2018年5月20日、MBS）
- ゆうべはお楽しみでしたね 外伝Ⅱ（2019年2月8日 - 、U-NEXT）

### テレビ番組
- Japan's Next Beauty（2013年6月 - 8月、FOXチャンネル）
- 秘湯ロマン（2015年9月9日 - 、テレビ朝日） - 旅人

### 舞台
- 手塚治虫ドラマシアター「カノン」（2013年8月7日 - 11日、笹塚ファクトリー）- ヒロイン・西田先生 役
- つかこうへい七回忌追悼特別公演「リング・リング・リング2016」（2016年6月23日 - 30日、全労済ホール スペース・ゼロ）- チョキまい 役
- “STRAYDOG”Produce公演「問題のない私たち」（2016年8月16日 - 21日、シアターグリーン BIG TREE THEATER）- 新谷麻綺 役
- 秦組vol.7「And so this is Xmas」（2016年9月24日 - 10月23日、シアターグリーン BOX in BOX THEATER）- 少年 役
- “STRAYDOG”Produce公演「悲しき天使」（2016年11月10日 - 13日、吉祥寺シアター）- 小百合 役
- 隣りのきのこちゃん3〜マルナゲドン〜（2016年12月28日 - 2017年1月15日、シアターKASSAI）- ヒロイン・きみこ 役
- 舞台 増田こうすけ劇場 ギャグマンガ日和 〜奥の細道、地獄のランウェイ編〜（2017年2月15日 - 21日、ラフォーレミュージアム原宿） - 妖怪 雨すすり 役
- 凪のバッキャロー！〜端島・軍艦島編〜第1章（2017年3月29日 - 4月3日、シアターグリーン BOX in BOX THEATER）- ヒロイン・森保順子 役
- 最強の姉妹（2018年5月8日 - 13日、CBGKシブゲキ‼！）- 新井凛 役